# Csögle
Csögle község Veszprém vármegyében, a Devecseri járásban.

## Fekvése
Csögle község a Kisalföld középtáján a Marcal-medencében, a Marcal folyó mentén észak-déli irányban hosszan elnyúló Marcal-völgy középső részén, a folyó 4–5 km széles teraszos völgyében helyezkedik el.
A szomszédos települések a következőképen fogják közre a községet: észak felől Egeralja, északkelet felől Nemesszalók, kelet felől Dabrony, délkelet felől Kisszőlős, dél felől Kiscsősz és Kispirit, délnyugat felől pedig Nagypirit és Nemeskocs. Közigazgatási területe kelet felől, pontszerűen érintkezik még Nagyalásony, kelet felől pedig egy rövidke szakaszon Celldömölk határszélével is.
A község határában fut a Marcal folyó, melynek medre és partja gazdag élővilággal bír. Itt húzódik a növény- és állatvilágban ritka szépségű "Bozót", melyre a természetvédők is felfigyeltek és ennek köszönhetően már bekerült a kiemelt agrár állami támogatások körébe.
A talajvíz a folyóvölgy közelében 1-2 méter, távolabb eléri a 2-3 métert. A talajvízszint ingadozását a folyó vízjátéka határozza meg.

### Megközelítése
A településen, annak főutcájaként a 8413-as út húzódik végig, nagyjából dél-északi irányban. Nyugati szomszédaival a 8415-ös út kapcsolja össze.

## Éghajlata
Csögle és környéke mérsékelten meleg, mérsékelten száraz, enyhe telű terület. Az évi csapadék mennyisége 600–650 mm, nyár végi, ősz eleji csapadékmaximummal. A napsütéses órák száma 1900 óra évente. Az évi középhőmérséklet 10-11 °C. Közepesen fagyveszélyes terület. Leggyakoribb szélirány az északnyugati.

## Állatvilág
Csögle külterületén szántók, felhagyott szántók, parlagok, nedves gyepek és telepített faültetvények találhatók. A természetbúvár itt mégis talál érdekességet. Ilyenek pl. a homokfolyások, melyekben nyaranta egy gyönyörű, színes, fokozottan védett madár, a gyurgyalag költ. Az akácosokban apró énekesmadarak sora búvik meg, mint a széncinege, vörösbegy, kék cinege, erdei pinty, füzikék, zöldikék. Természeti értékekben gazdag a Marcal hajdani árterülete.
Kora tavasztól őszig szól a pacsirta, egész évben hallani egerészölyvek vijjogását, látni őzet, szarvast, tőkésrécét, fácánt. Tavasszal a tocsogós lápréteken megszólal a békakórus: zöld levelibéka, vöröshasú unka hívja párját. Bíbic, vízicsibe,  sárga billegető kóborol, fürj, a szántásokon barázdabillegető, szól a fülemüle, a kakukk, a barátposzáta, s az árkok nádasaiban a nádirigó.
Március végén megérkeznek a gólyák.
Ilyenkor még találkozhatunk a különleges, rovarméretekben óriási imádkozó sáskával. A figyelmes szemlélő láthat karvalyt, héját, vörös vércsét is. V-alakban érkeznek a nyári ludak, vetési ludak, s a vékony hangon kiabáló nagy lilikek. Télen népes csapatokba verődnek a fenyőrigók, dolmányos és vetési varjak, szajkók.

## Története
A település története a honfoglalás koráig nyúlik vissza. A falu neve Csögle /Csigla/, mely gyepűt, sövényt jelent, és a török nyelvből eredeztethető. A falu első okleveles említése 1275-ből ismert Chygla írásmóddal. A vármegye legnépesebb egytelkes nemesi faluja volt. 1488-ban 52 kúriális család lakta. A község a török háborúk alatt is lakott volt, 1603-ban kilenc nemes fizetett taksát. Csögle a középkortól kezdve a 19. századig, sőt még azon túl is a nemesi közbirtokosság irányítása alatt állt.
Az 1715-ös az 1828-as összeírás a falut tiszta nemesi falunak mondta. Kimondottan agrár falu volt, gabonatermelés és gyümölcstermesztés volt a fő foglalatossága.
A 15. századtól a falu törzsökös lakosságát a Barcza, Bede, Bereczk, Boros, Csögley, Dancs, Farkas, Fekete, Gáncs, Györgyfy, Mihályi, Ösztövér, Pethő, Sas, Szolgabíró, Tügyes nemes családok adták. A 17. századtól folyamatosan növekedett a község lakossága. A kisnemesi tulajdonosok a kor szokásainak megfelelően, közösen művelték a földjeiket, az erdőt és a legelőt közösen használták.
1848 után megkezdődtek a tagosítások, de általános birtokrendezésre csak 1852-től került sor, a szomszédos Egeraljával és Adorjánházával egyidőben.
1945. január 1-jén kisközség volt, körjegyzőségi székhellyel. 1951 októbere és 1966. január 31. között a faluban önálló tanács és hivatali szervezet működött. 1966. február 1-jétől Csögle székhellyel Csögle és Kiscsősz községek közös tanácsot hoztak létre, melyhez később kapcsolták Adorjánháza, Kispirit és Nagypirit községeket is.
A falu nemessége aránylag kis területen gazdálkodott, mégis minden módon törekedett megtartani nemességük hírét és becsületét. Minden háborúban voltak köztük bátor és harcos, az országot fegyveresen szolgáló férfiak. A falu régi oklevelei, melyekben a régi kiváltságokat nyerték, az idők során elvesztek vagy megsemmisültek. A község nemességét és birtokjogát bizonyító diplomák közül első Bertalan veszprémi püspök 1227-ben kelt levele, a második a csornai konvent 1470-ből datált oklevele volt.
Ismert Corvin Mátyástól is egy töredékesen fennmaradt levél 1464-ből. VI. Károly császártól 1722-ben nyert a falu újító oklevelet. Ebben figyelembe és fontolóra véve a falu hűségét és hűséges szolgálatait, melyeket a Magyar Szent Koronának és a magyar királyoknak tettek és ígérik, hogy a jövőben is tenni fognak, a "kurális" Csögle falut, "melyet elődeik emlékezet óta valóságos és békés használatában, uralmában és folyamatos bírásában voltak", annak nemes lakóinak "adja és juttatja igaz határjeleik és régi határaik között", minden hasznukkal és tartozékaikkal. A falu első pecsétnyomóját a XVIII. század végétől vehették használatba. 1902. július 1-jén egy miniszteri rendelet alapján egységes pecsétnyomókat kezdtek rendszeresíteni. Ennek nyomán 1909-re új pecsétnyomó készült a községre nézve is, mely megtarthatta korábbi címerét. Ekkor már megjelentek a színek is a bélyegzőkön.
1949. április 7-i BM rendelettel a községi címeres bélyegzők használatát betiltották, majd 1949. november 9-én a községi címeres zászlók viselését is megtiltották. Ettől kezdve évtizedeken keresztül elestek a sajátos identitást kifejező és évszázadokon át jogosan és büszkén viselt jelképeik használatától.
A község képviselői 2000 januárjában döntöttek úgy, hogy felkutatva a régi jelképeket, azokat ha lehet változatlan formában ismét bevezetik. Ennek hatására ma már rendelkezik a falu ismét címerrel, bélyegzővel és zászlóval.

## Közélete

### Polgármesterei
- 1990–1994: Dömjén Zoltán (független)[3]
- 1994–1998: Dömjén Zoltán (független)[4]
- 1998–2002: Dömjén Zoltán (független)[5]
- 2002–2006: Osváth Károly Tamás (független)[6]
- 2006–2010: Osváth Károly Tamás (független)[7]
- 2010–2014: Kustos Péter (független)[8]
- 2014–2019: Kustos Péter (független)[9]
- 2019–2024: Kustos Péter (független)[10]
- 2024– : Kustos Péter (független)[1]

## Gazdasága
Csögle tipikus mezőgazdasági vidék, közepes adottságokkal. Az 1800-as években még főleg önellátásra berendezkedett gazdaságok sokféle növény termesztésével és a legfontosabb gazdasági állatok tartásával foglalkoztak. Piacra csak a felesleget vitték. A legtöbb családnak volt szőlője, gyümölcsöse is. Az 1900-as évek elejétől az árutermelő jelleg erősödésével fokozatosan egyszerűsödött a termelési szerkezet. Egyre kevesebb féle növény, illetve állat előállításával foglalkoztak. A nagyüzemi gazdálkodás 40 évében már csak kalászos gabonát, kukoricát és olajos növényt termeltek. Az állattartás megszűnt. A nagyüzem mellett meghúzódó és egyre erősödő családi gazdaságok főleg szarvasmarha és sertés tartásával és az ezek ellátásához szükséges abrak és tömegtakarmányok termesztésével foglalkoznak. Az utóbbi években tapasztalható az árutermelő gazdaságok kialakulása is.

## Népesség
A település népességének változása:
| Lakosok száma | 629  | 594  | 587  | 523  | 550  | 512  | 518  |
|               | 2013 | 2014 | 2015 | 2021 | 2022 | 2023 | 2024 |

A 2011-es népszámlálás során a lakosok 79,5%-a magyarnak, 2,9% cigánynak, 0,2% németnek mondta magát (19,6% nem nyilatkozott; a kettős identitások miatt az végösszeg nagyobb lehet 100%-nál). A vallási megoszlás a következő volt: római katolikus 21%, református 43,1%, evangélikus 8,7%, felekezeten kívüli 5,3% (21,5% nem nyilatkozott).
2022-ben a lakosság 89,5%-a vallotta magát magyarnak, 0,9% cigánynak, 0,2% románnak, 0,5% egyéb, nem hazai nemzetiségűnek (10,5% nem nyilatkozott; a kettős identitások miatt a végösszeg nagyobb lehet 100%-nál). Vallásuk szerint 34,4% volt református, 23,5% római katolikus, 6,7% evangélikus, 0,2% izraelita, 0,7% egyéb katolikus, 7,3% felekezeten kívüli (27,3% nem válaszolt).

## Nevezetességei
- Csöglei vár